# 努烏薩菲埃島
努烏薩菲埃島是南太平洋國家薩摩亞的島嶼，屬於阿萊帕塔群島的一部分，位於烏波盧島以南1.5公里，面積0.02平方公里，海岸線長度500米，島上無人居住。
14°03′S 171°41′W / 14.050°S 171.683°W